# Sobrecastell
Sobrecastell és una poble que pertany al municipi d'Areny de Noguera, a la Ribagorça (Aragó).
Està situat al nord d'Areny dominant la confluència de la Valira de Cornudella amb la Noguera Ribagorçana. Està dividit en tres petits grups de cases.